# Robert M. La Follette
Robert M. La Follette, nome completo Robert Marion La Follette Sr. (Primrose, 14 giugno 1855 – Washington, 18 giugno 1925), è stato un politico statunitense.

## Biografia
Rappresentante al Congresso dal 1885 al 1901 e governatore del Wisconsin dal 1901 al 1906, fu eletto senatore per il Wisconsin nel 1906, carica che mantenne fino alla sua morte. Dal 1909 al 1912 fu a capo degli insurgents, l'ala progressista del Partito Repubblicano, che accusò più volte Thomas Woodrow Wilson e altri politici di corruzione.
Dopo la fine della prima guerra mondiale, fu uno dei cosiddetti irreconciliabili, cioè i membri del Congresso che si opposero alla ratifica, da parte degli Stati Uniti d'America, del Trattato di Versailles e all'adesione del Paese alla Società delle Nazioni. Nel 1924 si candidò alla presidenza degli USA per il Partito Progressista statunitense e si piazzò al terzo posto dietro al repubblicano Calvin Coolidge e al democratico John W. Davis.